# Dolní Záhoří (Lubenec)

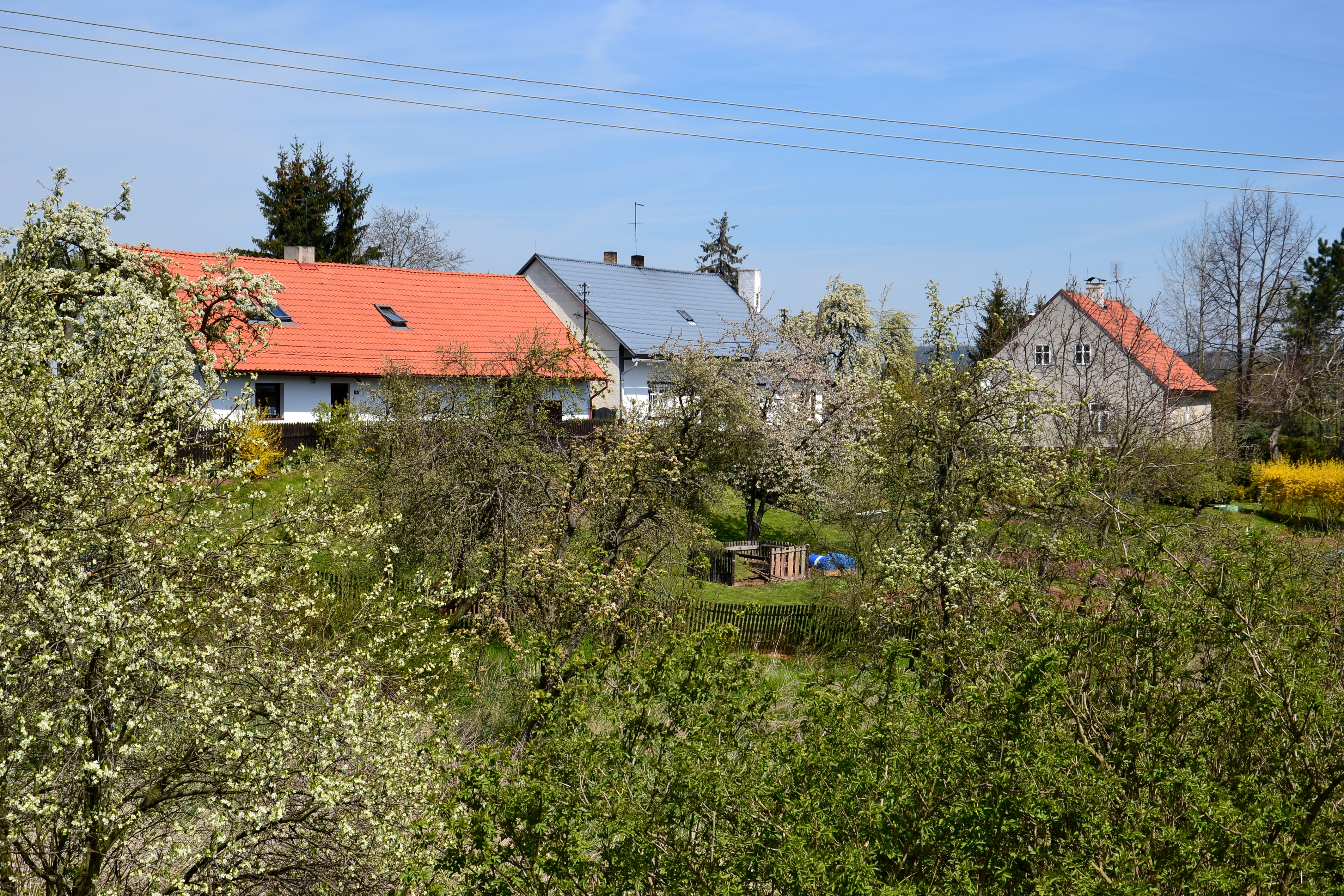
Ortsansicht

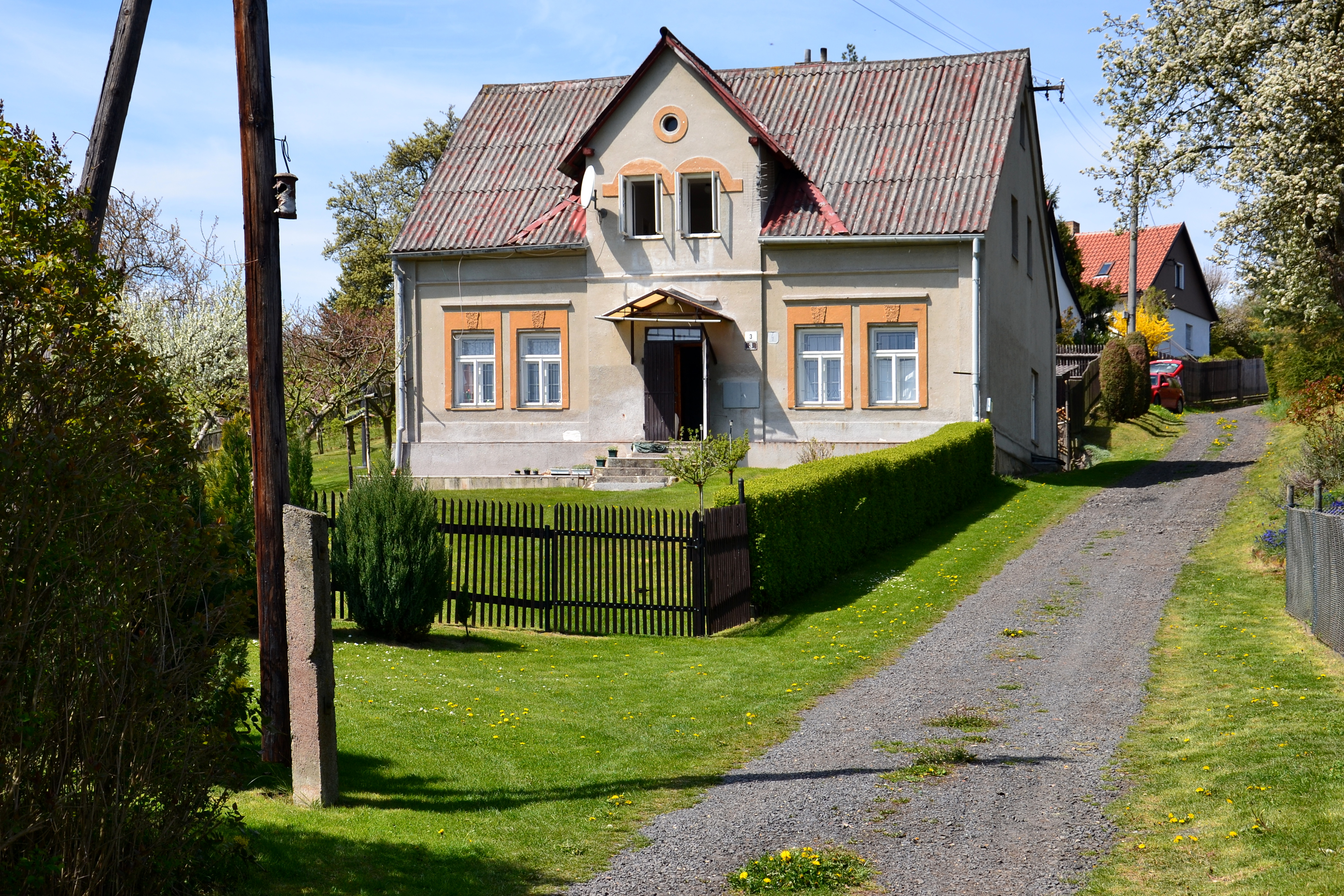
Haus Nr. 3

Dolní Záhoří (deutsch Unter-Dreihöfen) ist ein Ortsteil der Gemeinde Lubenec (Lubenz) in Tschechien. Die Ortschaft liegt elf Kilometer nordöstlich von Žlutice (Luditz) und gehört zum Okres Louny.

## Geographie
Dolní Záhoří befindet sich in den südöstlichen Ausläufern des Duppauer Gebirges über dem Quellgrund des Baches Drahonický potok. Es bildet mit Horní Záhoří (Ober Dreihöfen) eine zusammenhängende dörfliche Struktur. Östlich erhebt sich der K Vescům (Hachtenhübel; 449 m n.m.), im Nordwesten der Záhořský les (Langer Eichenberg; 558 m n.m.) und der Orlík (Adlerberg; 552 m n.m.).
Nachbarorte sind Vrbička (Klein Fürwitz) und Skytaly (Skytal) im Norden, Mlýnce (Linz) und Vesce (Wes) im Nordosten, Libyně (Libin) im Osten, Královské Údolí (Königsthal) im Südosten, Horní Záhoří im Süden, Libkovice (Liebkowitz) im Südwesten, Nahořečice (Nahoretitz) und Kostrčany (Kosterschan) im Westen sowie Jeřeň (Girschen), Valeč (Waltsch) und Kamýk (Jamiken) im Nordwesten.

## Geschichte
Die erste schriftliche Erwähnung des Dorfes „Ocziedielicz“ (Očedělice) erfolgte 1359 als Sitz des gleichnamigen Vladikengeschlechts. Im 15. Jahrhundert gehörte das Gut den Span von Barstein. Ob sich die 1579 erstmals erwähnte Feste Zahorzi in Záhoří oder eher im nahe gelegenen Záhořice befand, ist strittig, da das Dorf bis zur Mitte des 17. Jahrhunderts stets unter seinem ursprünglichen Namen aufgeführt wird. Ab 1603 gehörte das Gut Očedělice mit der Feste dem Heinrich Hofer von Lobenstein (Jindřich Huvar z Lobenštejna), der es 1616 seinen Söhnen Georg Christoph und Bernhard vererbte. Diese verloren 1623 nach der Schlacht am Weißen Berg wegen ihrer Teilnahme am Ständeaufstand ihre Güter; im Zuge der Konfiskation wurde die bereits wüste Feste zum letzten Male erwähnt. Käuferin des Gutes Oczadlicze, wie auch des Gutes Záhořice, war ihre Schwester Barbara. Sie verkaufte Oczadlicze 1652 an Eva Maria Mirošovská, die das Gut teilte und den oberen Teil an den Besitzer der Herrschaft Údrč, Julius Heinrich von Sachsen-Lauenburg veräußerte. In der zweiten Hälfte des 17. Jahrhunderts wurde der Ort deutschsprachig, 1669 wurde er als Dreyen Hoffen bezeichnet. Weiterer Besitzer des Gutes Unter Dreihöfen war zwischen 1787 und 1790 Johann Franz von Vogel. Dessen Nachfolger Mathias Zörkler verkaufte Unter Dreihöfen 1809 dem Joseph Stanka. Im Jahre 1827 erwarb der Besitzer des im Elbogener Kreis gelegenen Gutes Ober Dreihöfen, Joseph Bernhard Scharra, das eine Exklave des Saazer Kreises bildende Gut Unter Dreihöfen von Stanka und vereinigte beide Güter zu einem Gut Dreihöfen. 1835 erfolgte der Verkauf an die Eheleute Joseph und Ludovika Sieber.
Im Jahre 1845 bewirtschaftete das Gut Dreihöfen zwei Meierhöfe, eine Schäferei, eine Brauerei, einige Teiche und den Wald auf dem Langen Eichenberg. Es unterhielt zwei Schlösser; den Feldbau und die Viehzucht übte ausschließlich die Gutsherrschaft aus. Zum Gut gehörten das gleichnamige Dorf Dreihöfen bzw.Tři dwory mit 12 Häusern und 100 deutschsprachigen Einwohnern, die – sämtlich Emphyteuten – von Handarbeiten und Dreschen für die Gutsherrschaft lebten und die aus 5 Häusern bestehende Dominikalsiedlung Berghäusel. Der Anteil des Gutes Unter-Dreihöfen bzw. Dolenj Dwur umfasste eine Nutzfläche von 386 Joch 981 Quadratklafter mit zwei Teichen beim Brauhaus und im Schlossgarten sowie sieben Häusern von Dreihöfen mit einem Schloss, einem Meierhof, einer Schäferei, einem Brauhaus und einem Branntweinhaus. Gepfarrt war Unter-Dreihöfen nach Libin. Bis zur Mitte des 19. Jahrhunderts blieb Unter-Dreihöfen dem Gutsherrschaft Dreihöfen untertänig.
Nach der Aufhebung der Patrimonialherrschaften bildete Unter-Dreihöfen / Zahoří t. Dolní Děliště ab 1850 einen Ortsteil der Gemeinde Dreihöfen / Zahoří im Gerichtsbezirk Luditz. Ab 1868 gehörte Unterdreihöfen zum Bezirk Luditz. Im Jahre 1869 bestand der Ortsteil aus 13 Häusern und hatte 92 Einwohner. 1884 wurde Unterdreihöfen von Libin nach Nahorscheditz umgepfarrt. Der tschechische Ortsname Dolní Záhoří wird seit 1895 verwendet, ebenso Horní Záhoří als Gemeindename. Im Jahre 1900 hatte Unter-Dreihöfen 57 Einwohner, 1910 waren es 60. Nach dem Ersten Weltkrieg zerfiel der Vielvölkerstaat Österreich-Ungarn, Unter-Dreihöfen wurde 1918 Teil der neu gebildeten Tschechoslowakischen Republik. Beim Zensus von 1921 bestand Unter-Dreihöfen aus 10 Häusern; der Ort wurde als Häusergruppe von Ober-Dreihöfen betrachtet und die Einwohnerzahl nicht erfasst. 1930 lebten in den 9 Häusern von Unter-Dreihöfen 38 Personen, in der Gemeinde Dreihöfen waren es insgesamt 94. Nach dem Münchner Abkommen wurde Unter-Dreihöfen im Oktober 1938 dem Deutschen Reich zugeschlagen und gehörte bis 1945 zum Landkreis Luditz. 1939 hatte die Gemeinde Dreihöfen 75 Einwohner. Nach dem Ende des Zweiten Weltkrieges kam Dolní Záhoří zur wiedererrichteten Tschechoslowakei zurück. Nach der Aussiedlung der meisten deutschen Bewohner wurde Dolní Záhoří nur schwach mit Tschechen wiederbesiedelt.
1948 wurde Dolní Záhoří zusammen mit Horní Záhoří nach Libyně eingemeindet und dem Okres Podbořany zugeordnet. Bei der Gebietsreform von 1960 erfolgte die Aufhebung des Okres Podbořany, Dolní Záhoří wurde Teil des Okres Louny. Im selben Jahr wurde der Ort nach Lubenec eingemeindet. Seit Beginn des Jahres 2000 wird Dolní Záhoří als Ortsteil von Lubenec geführt. Sowohl 2001 als auch 2011 gab bei den Volkszählungen in Dolní Záhoří weder Einwohner noch Wohnhäuser.

## Ortsgliederung
Der Ortsteil Dolní Záhoří bildet einen Katastralbezirk.